# Střelice, Brno-venkov
Střelice là một làng thuộc huyện Brno-venkov, vùng Jihomoravský, Cộng hòa Séc.